# Идрисов, Мухтау
Мухтау (Муктау) Идрисов (1932 год, село Новобогатинское) — старший чабан совхоза «Баксайский» Махамбетского района Гурьевской области, Казахская ССР. Герой Социалистического Труда (1971).

## Биография
Мухтау (Муктау) Идрисов родился в 1932 году в семье потомственного овцевода в селе Новобогатинское (ныне Аул Хамита Ергалиева). 
С 1952 по 1955 года проходил срочную службу в Советской Армии. 
С 1955 по 1977 год — чабан, старший чабан в совхозе «Баксайский» Махамбетского района. Был направлен на овцеводческую ферму, где на богатом опыте своего отца стал постигать чабанское мастерство. Вскоре он стал отлично знать выпасы, вести работу по улучшению породности овец, переводу отары на искусственное осеменение и ранние сроки ягнения, что позволяло в самые знойные дни не потерять упитанности животных. В 1962 году вступил в КПСС.
В 1990-х годах вышел на заслуженный отдых. Свой богатый опыт передавал молодым чабанам, часто выступал на страницах периодической печати, где рассказывал об опыте работы по улучшению племенного стада, получению высокого приплода, сохранению поголовья овец.

## Награды
За успехи в развитии животноводства в годы семилетнего плана (1959—1965), увеличение производства мяса и шерсти был награждён орденом Трудового Красного Знамени.
За годы Восьмой пятилетки (1966—1970) бригада Мухтау Идрисова успешно выполнила свои задания по всем показателям. Ежегодно получала в среднем по 137 ягнят от ста овцематок. Досрочно выполнил задания пятилетки, перевыполнив план по сдаче каракуля на 119 % и выращиванию ягнят — на 109 %. Указом Президиума Верховного Совета СССР «О присвоении звания Героя социалистического Труда передовикам сельского хозяйства Казахской ССР» от 8 апреля 1971 года за выдающиеся успехи, достигнутые в развитии сельскохозяйственного производства и выполнении пятилетнего плана продажи государству продуктов земледелия и животноводства удостоен звания Героя Социалистического Труда с вручением ордена Ленина и золотой медали «Серп и Молот»
.